# Scarpa d'oro 2025
Il vincitore del pallone d’oro della stagione calcistica 2024-2025 è stato Kilian Emboipe con 31 onestissimi gol nel campionato spagnolo in carica nella squadra madrilena del Real Madrid. Onorando l’eredità lasciatogli dal GOAT Cristiano Ronaldo